# Ананси
Ананси (на английски: Anansi) е герой от фолклора на Западна Африка и Карибите. По същество той е паяк, но често приема формата на човек и се държи като такъв. Известен е още с имената Анансе и Кваку Анансе, а в южната част на САЩ дори и като Леля Нанси. Той е безгрижен шегаджия и обича да погажда номера. Историите за Ананси са подобни на тези за Койота, Гарвана и Иктоми, срещащи се в преданията на редица северноамерикански индиански култури.
Смята се, че историите за Ананси идват от етническата група ашанти, населяваща днешна Гана (на езика им Ананси означава паяк). Оттам разказите се разпространяват в Западните Индии, Суринам и Нидерландските Антили. На островите Кюрасао, Аруба и Бонер го наричат Нанзи. Там той има и жена – Ши Мария.

## Истории
Историите за Ананси се предават изключително устно. В тях героят е символ на мъдростта и разказваческото майсторство. Смята се, че историите достигат Новия свят чрез робите, залавяни в Западна Африка и откарвани в Северна и Южна Америка. В Карибския басейн Ананси често се чества като символ на оцеляването и съпротивата срещу робството. Той винаги успява да се справи с по-силните от него подтисници, използвайки своята хитрост и лукавство. Самите роби следват този модел в опитите си да се изкачат по стълбичката на властта в плантациите.
Според автори като Лорънс Левин историите за Ананси допринасят за изграждането на чувство за общност, свързано с общото африканско минало, и предлага на робите начин да отстояват своята идентичност в условията на плен.

### Как Ананси получава своите истории
Един от разказите за Ананси предоставя обяснение за това как той успява да спечели всички истории. Тя илюстрира хитростта и находчивостта на Ананси.
| “ | Някога на света нямало истории. Богът-небе Няме ги притежавал всичките. Ананси отишъл при него и попитал колко ще му струва да ги купи. Няме поставил висока цена: Ананси трябвало да му донесе Онини Питона, Осебо Леопарда, Стършелите Ммоборо и Ммотиа Джуджето. Ананси се отправил да ги залови. Първо отишъл до мястото, където живеел Питона и започнал надълго да обяснява, че Питонът всъщност наистина бил по-дълъг от палмовия клон, въпреки че жена му, Асо, казвала обратното. Питонът подочул думите му и, когато Ананси му разяснил нещата, се съгласил да легне до палмовия клон. Тъй като не му било лесно да се изпъне напълно изправен по цялата си дължина, Питонът се съгласил да бъде завързан за клона. След като го завързал, Ананси го занесъл директно при Няме. За да хване Леопарда, Ананси изкопал дълбока дупка в земята. Когато накрая Леопардът паднал в нея, Ананси му предложил да го изтегли навън с мрежите си. Докато излезе навън обаче, Леопардът се бил оплел целия и Ананси го отнесъл. За да хване стършелите, Ананси напълнил една кратуна с вода и я излял върху банановото листо, което държал над главата си. Част от водата излял и над стършеловото гнездо с викове, че навън вали. Предложил на стършелите да се скрият от дъжда в кратуната. Те се съгласили и щом влезли вътре, Ананси запушил отвора. За да хване Джуджето, Ананси направил кукла и я покрил с лепкава дъвка. Сложил я под одумовото дърво, където джуджетата си играели, като поставил и купа с малко ямс пред куклата. Джуджето дошло, изяло ямса и благодарило на куклата, която разбира се не отговорила нищо. Ядосано на лошите ѝ обноски, Джуджето я ударило първо с едната ръка, а после и с другата. Така ръцете му залепнали и Ананси го заловил. Така Ананси отнесъл пленниците си на Няме, а Няме го възнаградил, давайки му всички истории. | ” |